# Listă de scriitori români - R

## Scriitori români - R
| - Raicu, Lucian - Ralea, Mihai - Ranetti, George - Rădulescu, Ion Eliade - Râșcanu, Theodor - Rădulescu-Motru, Constantin - Rebreanu, Liviu | - Regman, Cornel - Regman, Dinu - Robescu, Marius - Roman, Radu Anton - Romoșan, Mircea - Rotaru, Ion - Roznoveanu, Mirela | - Ruba, Radu Sergiu - Rusan, Romulus - Roseti, Ancelin - Rusu, Mircea Nicolae - Russo, Alecu - Ruști, Doina |